# Béni Saf
Béni Saf (em árabe: بني صاف) é uma cidade localizada na província de Aïn Témouchent, no noroeste da Argélia. Em 2010, sua população era de 43 802 habitantes.